# Kljun
Kljun ali rostrum je posebnost ptic. Oblika je prilagojena načinu prehranjevanja posamezne vrste. Je lahek in čvrst, na zunanji strani je prevlečen s keratinom. Pri odpiranju se premikata zgornja in spodnja čeljust, medtem ko se pri sesalcih premika le spodnja. 
Kljun je orodje za iskanje, držanje in po potrebi razdeljevanje hrane in za prenašanje gnezdilnega gradiva. Kljun je tudi pripomoček za negovanje perja in tudi učinkovito obrambno orodje. Velikost in oblika kljuna pove kakšne prehranjevalne navade ima ptica. Ptice, ki pobirajo hrano iz mehkega mulja imajo dolge kljune. Ptice, ki morajo svoj plen raztrgati na grižljaj velike koščke imajo močne in ostre kljune. Ptice, ki se prehranjujejo iz težko dostopnih jederc semen, potrebujejo posebno močne kljune.

## Evolucija kljuna
Charles Darwin je prvi ponudil prepričljive dokaze, da se fizične lastnosti spreminjajo skozi čas z odzivanjem na svoje okolje. Na Galapaškem otočju je opazoval velikosti in obliko kljunov otoških vrst ščinkavca. Postavil je teorijo, da vsi ščinkavci na tem otočju izvirajo iz istega prednika. Genetske mutacije, ki so določenim pticam pomagale uspeti, so se z večjo verjetnostjo prenesle na naslednje generacije. Moderne genetske raziskave so dokazale, da je imel Darwin prav: pokazale so, da je 14 vrst ptic s tega otočja, danes znani kot darwinovi ščinkavci, v resnici potomcev ene vrste, semenojedega ščinkavca, ki je tja prišel iz južnoameriške celine.

## Oblika kljuna
- Dolg kljun ima veliko pobrežnikov, čaplje in štorklje, itn. Omogoča pticam, da hrano iščejo v plitki vodi ali mulju.
- Srednje dolg, močan kljun imajo galebi, vrani, šoja, žolne, itn. Uporaben je tako za ubijanje plena in za trganje trde rastlinske hrane. Galebi z njim razkosajo ribe, vrane mrhovino ali poljščine, šoja lhko odpre želod, žolne pa z njim lahko zasekajo v debla dreves.
- Kratek, tanek kljun imajo npr. sinice in je prilagojen pobiranju žuželk ali njihovih ličink iz razpok v lubju.
- Kratek, močan kljun potrebujejo vrabci za trenje lupin rastlinskih semen. Imajo posebeno debel in močan kljun.
- Kljukast kljun imajo ujede in sove. Te ptice imajo oster, kljukasto upognjen zgornji kljun, ki je na korenu zavarovan z rumeno voščenico. S kljunom žival primejo in raztrgajo na manjše kose.
- Račji in gosji kljun je širok, na robu ima dve vrsti drobnih roževinastih lamel, plojkov. Plojki oblikujejo cedilo s katerimi delčke hrane ločijo od vode. Gosem pomagajo tudi pri trganju trave.

- Dolg kljun: Mala bela čaplja (Egretta garzetta)
- Srednje dolg, močan kljun: srebrni galeb (Larus argentatus)
- Kratek, tanek kljun: velika sinica (Parus major)
- Kratek, močan kljun: domači vrabec (Passer domesticus)
- Račji in gosji kljun: mlakarica (Anas platyrhynchos)
- Kljukast kljun: sokol selec (Falco peregrinus)

## Občutljivost kljuna
Kljun pri večini vrst ptic nima veliko živčnih končičev. Zato ptice slabo okušajo. Žličarke imajo ploščat kljun in na koncu prepleten z živčnimi končiči. Tako lahko zaznavajo drobne živali, ki jih iščejo v blatu. Občutljive kljune imajo tudi sloke in kozice, ki hrano iščejo v zemlji.